# MR Film
MR Film ist eine österreichische Filmproduktionsgesellschaft mit Sitz in Wien. Zu den bekanntesten und erfolgreichsten Produktionen zählen die für den ORF hergestellten Fernsehserien Kaisermühlen Blues (1992–1999) und MA 2412 (1998–2002) sowie die Kinospielfilme MA 2412 – Die Staatsdiener (2003) und Falco – Verdammt, wir leben noch! (2008).

## Geschichte
Das Unternehmen wurde 1967 von Kurt J. Mrkwicka in Wien gegründet und stellt vorwiegend Fernsehserien, -dokumentationen und -filme her. In unregelmäßigen Abständen werden auch Kinofilme hergestellt. Der bislang größte Publikumserfolg in österreichischen Kinos gelang 2003 mit MA 2412 – Die Staatsdiener (2003), der mit rund 273.000 Besuchern der fünftmeistbesuchte österreichische Kinofilm in Österreich seit Zählungsbeginn 1981 ist.
Im November 2017 wurde bekannt, dass die Münchner Beta Film von Jan Mojto 51 Prozent der Anteile der MR Film übernehmen möchte, wobei die Zustimmung der Kartellbehörde noch ausständig war.

## Filmografie
Folgend eine Auswahl an Film- und Fernsehproduktionen der MR Film:
Kinofilme
- 1985: Das Mal des Todes (Regie: Peter Handke)
- 1985: Schmutz / Dirt (Regie: Paulus Manker)
- 1993: Verlassen Sie bitte Ihren Mann (Regie: Reinhard Schwabenitzky)
- 1997: Models (Regie: Ulrich Seidl)
- 1999: 9½ Wochen in Paris (als Koproduzent in Wien; Regie: Anne Goursaud)
- 1999: Wanted (Regie: Harald Sicheritz)
- 2003: MA 2412 – Die Staatsdiener (Regie: Harald Sicheritz)
- 2008: Falco – Verdammt, wir leben noch! (Regie: Thomas Roth)
- 2008: La Boheme (Regie: Robert Dornhelm)
- 2010: 3faltig (Regie: Harald Sicheritz)
- 2017: Anna Fucking Molnar (Regie: Sabine Derflinger)
- 2019: Kaviar (Regie: Elena Tikhonova)

Fernsehfilme und -reihen
- 1979: Schneller, höher, stärker (Doku-Serie, 26 Folgen; Regie: Kurt J. Mrkwicka)
- 1981: Mysterious Stranger / Der geheimnisvolle Fremde (Regie: Peter Hunt)
- 1983: Via Mala (Doku-Reihe, 3 Folgen; Regie: Tom Toelle)
- 1985: Sterbende Zeugen (Dokumentation; Regie: Alfred Vendl)
- 1986: Fritz Muliar (Aufzeichnung; Regie: Kurt J. Mrkwicka)
- 1986: Emil Holub (Dokumentation; Regie: Alfred Vendl)
- 1986: Erdsegen (Regie: Karin Brandauer)
- 1990: Bruno Kreisky (Dokumentation; Regie: Kurt J. Mrkwicka)
- 1991: Wolfgang (A. Mozart) (Doku-Reihe, 3 Folgen; Regie: Georg Herz)
- 1992: Achtung Fälscher? (Doku-Reihe, 3 Folgen; Regie: Alfred Vendl)
- 1992: Ein Bock zu viel (Regie: Heinz Marecek)
- 1992: Der Diamant des Geisterkönigs (Regie: Ernst Wolfram Marboe)
- 1995: Artgenossen (Doku-Reihe, 3 Folgen; Regie: Alfred Vendl)
- 1997: Qualtingers Wien (Regie: Harald Sicheritz)
- 2003: Jetzt erst recht (Regie: Michael Kreihsl)
- 2004: Meine schöne Tochter (Regie: Xaver Schwarzenberger)
- 2005: Kronprinz Rudolfs letzte Liebe (Regie: Robert Dornhelm)
- 2006: Zodiak – Der Horoskop-Mörder (vierteiliger Fernsehthriller; Regie: Andreas Prochaska)
- 2013: Alles Schwindel (Regie: Wolfgang Murnberger)
- 2014: Clara Immerwahr (Regie: Harald Sicheritz)
- 2015: Am Ende des Sommers (Regie: Nikolaus Leytner)
- 2016: Pokerface – Oma zockt sie alle ab (Regie: Erhard Riedlsperger)
- 2016: Das Sacher (Regie: Robert Dornhelm)
- 2017: Maximilian – Das Spiel von Macht und Liebe (Regie: Andreas Prochaska)
- seit 2017: Maria Theresia (Regie: Robert Dornhelm)
- seit 2019: Vienna Blood (Regie: Robert Dornhelm, Umut Dağ)

Fernsehserien
- 1982: Waldheimat (26 Folgen, Regie: 1. Staffel: Hermann Leitner, 2. Staffel: Wolf Dietrich)
- 1985: Frankensteins Tante (7 Folgen, Regie: Juraj Jakubisko)
- 1992–1999: Kaisermühlen Blues (64 Folgen, Regie: 1. und 2. Staffel: Reinhard Schwabenitzky, 3. und 4. Staffel: Harald Sicheritz, 5., 6. und 7. Staffel: Erhard Riedlsperger)
- 1998–2002: MA 2412 (34 Folgen; Regie: Harald Sicheritz)
- 1997–2002: Medicopter 117 – Jedes Leben zählt (81 Folgen und Pilotfilm; Regie: Peter Welz, Thomas Nikel, Wolfgang Dickmann)
- 2000: Wickie, Slime & Paiper (4 Folgen der Serie; Regie Werner Sobotka)
- 2000–2005 Trautmann (10 Folgen; Regie: Harald Sicheritz, Thomas Roth)
- 2001–2002: Dolce Vita & Co (20 Folgen; Regie: Erhard Riedlsperger, Claudia Jüptner)
- 2004: 11er Haus (10 Folgen; Regie: Harald Sicheritz)
- seit 2007: Schnell ermittelt
- seit 2014: Vorstadtweiber
- 2020: Letzter Wille
- 2022: Tage, die es nicht gab
- 2022: Das Netz – Prometheus
- 2024: Biester
- 2024: Hunyadi – Aufstieg zur Macht (Rise of the Raven)